# حزب سبزها (لهستان)
حزب سبزها (لهستانی: Partia Zieloni) یا سبزها یک حزب سیاسی در لهستان است.
این حزب در سال ۲۰۰۳ تحت نام «سبزها ۲۰۰۴» شکل گرفت و در ماه فوریه ۲۰۰۴، نام تشکیلات خود را به‌طور رسمی ثبت کرد. این حزب از اصول سیاست‌های سبز حمایت می‌کند و از لحاظ گرایش در جناح چپ میانه قرار گرفته که به سمت جناح چپ متمایل است. این حزب عضو بین‌المللی سبزهای جهانی و عضو اروپایی حزب سبز اروپا است و با ائتلاف آزاد سبزهای اروپا در پارلمان اروپا همکاری می‌کند.